# Saint John's (Canada)
St. John's (in francese Saint-Jean de Terre-Neuve, in gaelico canadese Baile Naoimh Eòin) è una città del Canada, capitale della provincia di Terranova e Labrador sull'isola di Terranova.
È il più antico insediamento europeo del Nordamerica, essendo stato scoperto da Giovanni Caboto nel 1497 e ufficialmente nata nel 1528.
In italiano è anche conosciuta come San Giovanni di Terranova per via dell'esperimento in onde corte di Guglielmo Marconi alla base del primo segnale radio transoceanico, benché non sia un esonimo consolidato.

## Geografia
Saint John's si trova lungo la costa dell'Oceano Atlantico, a nord-est della penisola di Avalon, nel sud-est di Terranova. La città copre 446,04 km² ed è la città più orientale del Nord America, esclusa la Groenlandia; è 475 km più vicina a Londra, Inghilterra che a Edmonton, Alberta. È la città più grande della provincia e la seconda più grande delle province atlantiche dopo Halifax in Nuova Scozia. La sua area del centro si trova a ovest e a nord di St. John's Harbour, e il resto della città si espande dal centro a nord, sud, est e ovest.

### Flora
Conifere come l'abete rosso, l'abete bianco e l'abete balsamo dominano la vegetazione autoctona. Il più grande albero a foglie decidue è la betulla bianca; specie di bassa statura comprendono l'ontano, il ciliegio e la cenere di montagna. Tra le specie di alberi introdotte, l'acero sicomoro è più abbondante e l'acero norvegese è abbastanza comune. L'Abete blu, l'ippocastano comune, il faggio europeo e tiglio piccolo sono tra le altre specie non autoctone coltivate.

## Storia

### Nascita dell'insediamento
Sebastiano Caboto dichiarò in un testo latino scritto a mano nella sua mappa originale del 1545 che la città ottenne il nome quando lui e suo padre, l'esploratore veneziano Giovanni Caboto, primi europei a navigare nel porto, la mattina del 24 giugno 1494 (contro storici britannici e francesi che affermano il 1497), la festa di San Giovanni Battista. Tuttavia, informazioni sono controverse. Una serie di spedizioni a Saint John's dai portoghesi delle Azzorre ebbero luogo all'inizio del XVI secolo e del 1540 navi francesi, spagnole e portoghesi attraversarono ogni anno l'Atlantico per pescare nelle acque al largo della penisola di Avalon. Nei Paesi Baschi, è opinione comune che il nome di San Giovanni sia stato dato dai pescatori baschi perché la baia cittadina è molto simile alla baia di Pasaia nei Paesi Baschi, dove una delle città di pescatori si chiama San Juan, e in basco Donibane).

Appare per la prima volta come São João su una mappa portoghese di Pedro Reinel nel 1519. Quando John Rut la visitò nel 1527, trovò nel porto navi normanne, bretoni e portoghesi. Il 3 agosto 1527, Rut scrisse una lettera a Re Enrico sui risultati del suo viaggio in Nord America; questa è stata la prima lettera conosciuta inviata dal Nord America. St. Jehan è mostrato sulla mappa del mondo di Nicolas Desliens del 1541 e San Joham si trova nell'Atlante di João Freire del 1546. Il 5 agosto 1583, un Sea Dog inglese, Sir Humphrey Gilbert, rivendicò l'area come prima colonia d'oltremare dell'Inghilterra sotto la Royal Charter della regina Elisabetta I. Non c'era popolazione permanente, tuttavia, e Gilbert si perse in mare durante il suo viaggio di ritorno, ponendo così fine a qualsiasi piano immediato di insediamento. Il Newfoundland National War Memorial si trova sul lungomare di St. John's, nel presunto sito dello sbarco e dell'annuncio di Gilbert.

### Sviluppo
Dal 1620, i pescatori del West Country inglese controllavano gran parte della costa orientale di Terranova. Nel 1627, William Payne, definì Saint John's "il principale lotto in tutto il paese". Qualche tempo dopo il 1630, la città fu istituita come comunità permanente. In precedenza erano espressamente vietati dal governo inglese, su sollecitazione del settore della pesca del West Country, insediamenti permanenti lungo la costa controllata dagli inglesi. La popolazione crebbe lentamente nel XVII secolo: Saint John's era il più grande insediamento di Terranova quando gli ufficiali navali inglesi iniziarono a fare censimenti intorno al 1675. La popolazione cresceva in estate con l'arrivo di pescatori migratori. Nel 1680, i pescatori (per lo più del Devon meridionale) aprirono pescherie a St. John's, portando centinaia di irlandesi nel porto per operare sui pescherecci.
Le prime importanti difese della città furono probabilmente erette a causa di interessi commerciali, in seguito al sequestro temporaneo della città da parte dell'ammiraglio olandese Michiel de Ruyter nel giugno 1665. Gli abitanti respinsero un secondo attacco olandese nel 1673, quando fu difesa da Christopher Martin, un capitano mercantile inglese. Martin fece sbarcare sei cannoni dalla sua nave, l'Elias Andrews, e costruì un terrapieno e una batteria vicino a Chain Rock, controllando l'accesso al porto. Con solo 23 uomini, il valoroso Martin sconfisse un attacco di tre navi da guerra olandesi. Il governo inglese progettò di espandere queste fortificazioni (Fort William) intorno al 1689, ma la costruzione non iniziò fino a quando l'ammiraglio francese Pierre Le Moyne d'Iberville catturò e distrusse la città nella campagna della penisola di Avalon (1696).

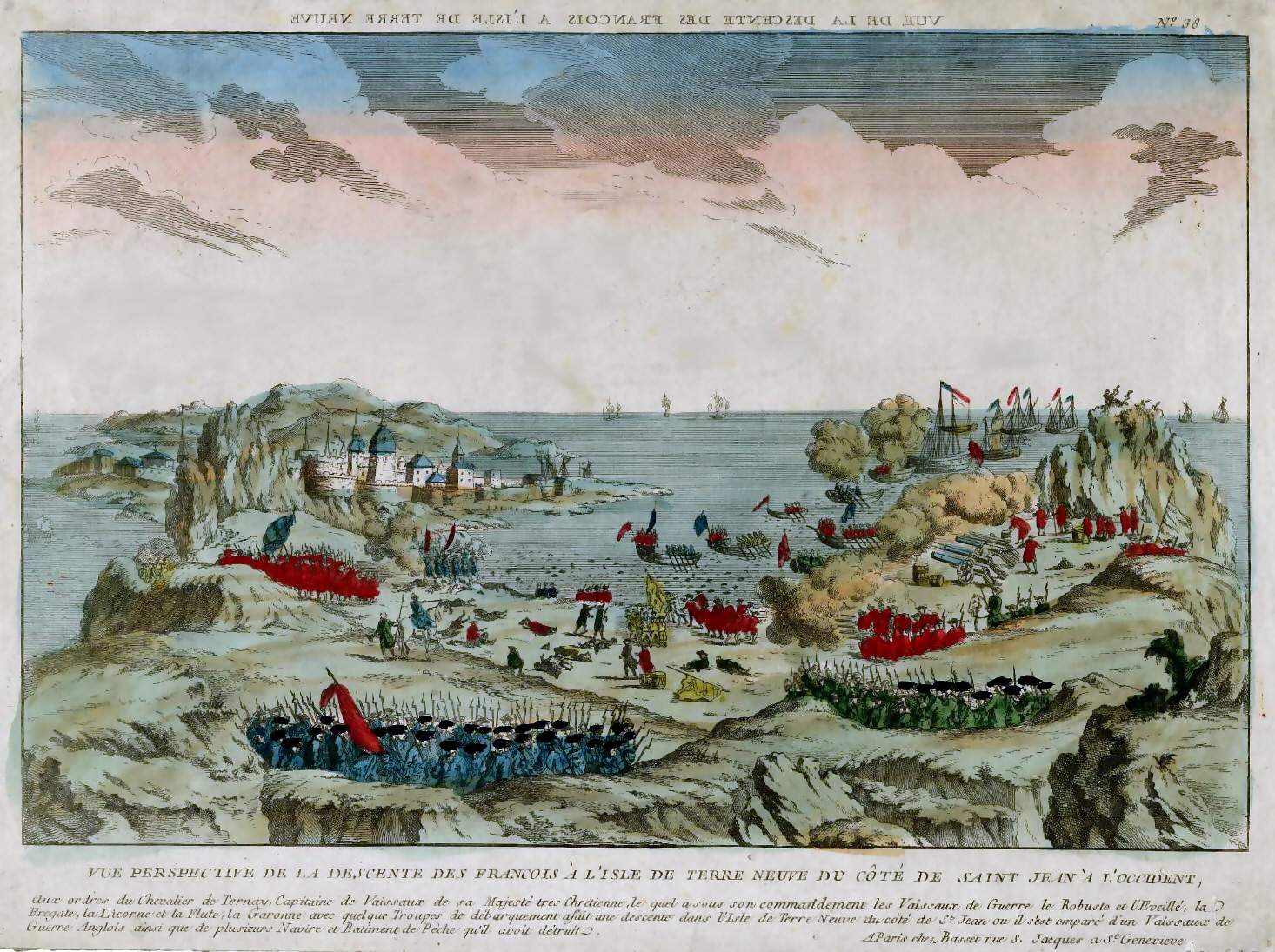
La battaglia di Signal Hill.

Quando 1500 rinforzi inglesi arrivarono alla fine del 1697, trovarono delle macerie al posto della città e delle fortificazioni. I francesi attaccarono di nuovo Saint John's nel 1705 (Assedio di San Giovanni) e la catturarono nel 1708 (Battaglia di San Giovanni), devastando l'abitato. Il porto rimase fortificato per gran parte dei secoli XVIII e XIX. La battaglia finale della Guerra dei sette anni in Nord America fu combattuta nel 1762, a Saint John's. Dopo una cattura a sorpresa della città da parte dei francesi all'inizio dell'anno, gli inglesi risposero e, nella battaglia di Signal Hill, i francesi cedettero la città alle forze britanniche sotto il comando del colonnello William Amherst. Alla fine del '700 Fort Amherst e Fort Waldegrave furono costruiti per difendere l'ingresso del porto.

### XIX secolo
Il secolo si aprì con l'Insurrezione irlandese di Terranova che iniziò con voci nell'aprile del 1800 che ben 400 uomini prestarono giuramento segreto alla Society of United Irishmen e si ribellarono contro l'esercito britannico.
Il secolo vide grandi cambiamenti a Terranova: crescita della popolazione, inizio del governo, istituzione di chiese, rafforzamento dei legami commerciali con il resto del Nord America e sviluppo della pesca delle foche, del salmone e delle balene nei Grandi Banchi di Terranova. Sebbene fosse principalmente una stazione di pesca, era anche una guarnigione, un centro di governo e un centro commerciale. Saint John's servì come base navale durante la Guerra d'indipendenza americana e la Guerra del 1812.

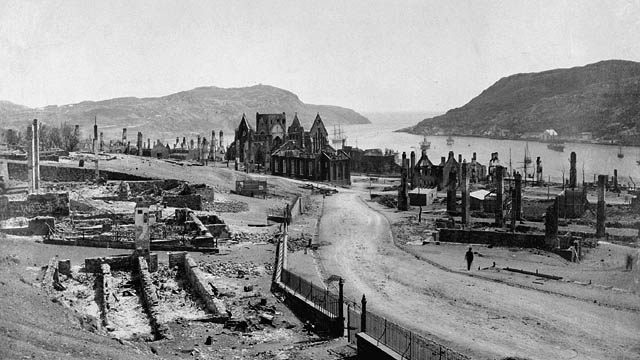
Il grande incendio del 1892.

Essendo costruita in gran parte con materiali legnosi, subì nel corso del XIX secolo ben quattro incendi, l'ultimo nel 1892 che la distrusse quasi interamente.

### XX secolo
Guglielmo Marconi ricevette il primo segnale wireless transatlantico a Saint John's il 12 dicembre 1901 dalla sua stazione wireless a Poldhu, in Cornovaglia. St. John's fu il punto di partenza per il primo volo aereo transatlantico non-stop, di Alcock e Brown in un bombardiere Vickers Vimy IV modificato, nel giugno 1919, in partenza da Lester's Field a St. John's e terminando in una torbiera vicino a Clifden, nel Connemara, Irlanda. Nel luglio 2005, il volo fu replicato dall'aviatore e avventuriero americano Steve Fossett su un velivolo Vickers Vimy replica, dall'aeroporto internazionale di St. John che sostituiva Lester's Field (ora una parte urbana e residenziale della città).
Durante la seconda guerra mondiale, il porto sostenne le navi della Royal Navy e della Royal Canadian Navy impegnate in una guerra antisommergibile. Era il sito di una base dell'Aeronautica militare americana, Fort Pepperrell, istituita nell'ambito dell'Accordo sui cacciatorpediniere "Lend-Lease" tra il Regno Unito e gli Stati Uniti. La base comprendeva diverse pistole di difesa costiera presidiate dagli Stati Uniti e una batteria di due cannoni M1888 da 10 pollici Lend-Lease con equipaggio canadese. La base è stata trasferita al controllo canadese nel 1960 ed è ora conosciuta come CFS St. John's.
L'incendio del Knights of Columbus Hostel nel dicembre 1942 vide la perdita di 99 vite di civili e militari.

Fu l'ultima città ad aderire alla Confederazione canadese con il proprio territorio (comprendente oltre all'isola di Terranova, anche la regione del Labrador) nel 1949.
Saint John's, e la provincia nel suo insieme, furono gravemente colpite negli anni '90 dal crollo della pesca del merluzzo del Nord, che era stata la forza trainante dell'economia provinciale per secoli. Dopo un decennio di alti tassi di disoccupazione e spopolamento, la vicinanza della città ai giacimenti petroliferi di Hibernia, Terra Nova e White Rose ha portato a un boom economico che ha stimolato la crescita della popolazione e lo sviluppo commerciale. Di conseguenza, l'area ora rappresenta circa la metà della produzione economica della provincia.
A partire dal 2012, St. John's conteneva 21 siti storici nazionali del Canada.

## Gli incendi del XIX secolo
Saint John's fu distrutta molte volte da gravi incendi come nel 1816, nel 1817, nel 1819, nel 1846 e soprattutto nel 1892, quando una gran parte della città fu distrutta a causa dei materiali infiammabili con cui era costruita, principalmente legno.
Il 12 febbraio 1816, verso le otto, un incendio scoppiò in una casa in una parte della città di St. John's a Terranova conosciuta con il nome di King's Beach, e comunicò rapidamente alle case adiacenti e bruciò con così tanto furia, che centoventi case, le case di circa un migliaio di uomini, donne e bambini, furono consumate prima che la conflagrazione fosse rimasta.
Due incendi colpirono tutta la città nel 1817 e nel 1819 conosciuti rispettivamente come "il grande incendio del 1817" e "il fuoco che distrusse 120 case".
Un ulteriore grande incendio scoppiò nel 1846 ed ebbe inizio nel negozio di un ebanista di nome Hamlin, situato in George Street, quando una pentola di colla ribollì e appiccò il fuoco dalla parete; il fuoco si diffuse lungo Water e Duckworth Streets distruggendo tutti gli edifici sul suo cammino, grazie anche alle grandi quantità di olio di foca che venivano immagazzinate nei locali dei mercanti. Il fuoco fu aiutato anche dal tentativo di far saltare in aria una casa in Water Street, che sparse braci ardenti in tutta la zona.
L'ultimo grande incendio del XIX secolo iniziò il pomeriggio dell'8 luglio 1892 in cima a Carter's Hill su Freshwater Road. Inizialmente l'incendio non causò panico diffuso; tuttavia una serie di coincidenze catastrofiche porto alla propagazione dell'incendio e alla distruzione di quasi tutta l'estremità orientale della città, compresa gran parte della sua principale area commerciale.

## Il clima
La città ha un clima assai mutevole e presenta un ampio ventaglio di fenomeni meteorologici.
Considerando una temperatura media del mese più freddo inferiore ai -3°, precipitazioni abbondanti tutto l'anno, il mese più caldo con temperatura media di 16° e quattro mesi con temperatura media al di sopra dei 10° il clima di Saint John's appartiene ad una zona di transizione tra la fascia climatica Dfb e quella Dfc (classificazione dei climi di Köppen).
Infatti a gennaio la città ha una media assoluta (cioè media tra le massime e le minime giornaliere) di -4,8° che sale a 15,5° ad agosto. Luglio però ha le medie massime più alte dell'anno, 20,3°, mentre febbraio rileva le medie delle minime più fredde, -9,3°. Tra novembre e aprile le medie delle minime restano sotto zero e a gennaio e febbraio anche le medie delle massime sono negative.
Se le stagioni estive sono uggiose e ventose con brevi periodi caldi gli inverni sono molto freddi e nevosi: nei mesi più gelidi dell'anno la città può essere spazzata da blizzard che fanno crollare le temperature di parecchi gradi sotto lo zero, riducono la visibilità e bloccano il traffico sotto diversi cm di neve. Altri fenomeni associati alle basse temperature e che creano difficoltà non piccole alla città è la pericolosa pioggia sopraffusa che può ricoprire alberi, tetti, strade e auto sotto diversi centimetri di pesante ghiaccio.
La città pur essendo sul mare (da qui le abbondanti precipitazioni, le nebbie e le tempeste oceaniche frequenti) ha un clima decisamente continentale perché del tutto aperta ai gelidi venti che scendono dall'artico canadese.

Questo non vuol dire che l'estate sia sempre fresca tant'è che, dal cuore del continente nordamericano, sono possibili rimonte anticicloniche che aiutano a portare le temperature della città sopra i 25° (la città ha un record di 33,9°). Tra maggio e settembre, qualche volta anche ad aprile e ottobre, si registrano 48 giorni con temperature massime uguali o superiori ai 20°.
L'inverno resta molto freddo soprattutto quando soffiano i venti da nord e nord-ovest.

Durante l'anno si registrano mediamente 69 giorni di ghiaccio (a gennaio 19 giorni), cioè con massime inferiori allo zero, che si distribuiscono tra novembre e aprile, raramente anche all'inizio di maggio.

Per quanto riguarda le minime sono circa 39 i giorni (quasi tutti concentrati tra novembre e aprile) con valori uguali o inferiori ai -10° mentre sono 174 quelli con minime inferiori allo zero.

La temperatura più bassa registrata è stata di -29,4°.
Le precipitazioni sono ben distribuite tutto l'anno e in totale cadono 1513,7 mm (minimo di 89,4 mm a luglio e massimo di 161,9 mm a ottobre). Solo tra luglio e agosto non sono mai state registrate delle nevicate mentre tra gennaio e febbraio la maggior parte delle precipitazioni sono sotto forma nevosa.
Il 30 settembre del 1965 si verificò la nevicata più abbondante per il 9º mese dell'anno (anche se solo 0,3 cm) mentre la più copiosa di giugno è stata quella del 1959 quando il giorno 10 si accumularono 13,5 cm.

Ma così come le nevicate sono possibili nella maggior parte dell'anno allo stesso modo le piogge sono frequenti anche in pieno inverno, soprattutto quando i venti soffiano dall'oceano o sono meridionali.

Febbraio è il mese in cui il manto nevoso raggiunge mediamente l'altezza maggiore, 26 cm di media (il 9 febbraio del 2001 si toccò il valore record di 180 cm), ma le nevicate possono essere abbondanti anche in primavera tant'è che il 5 aprile del 1999 caddero 68,4 mm di neve (record dell'anno, almeno fino agli anni 90).
Le precipitazioni tendono ad essere a carattere più violento, a volte anche con temporali, in estate mentre d'inverno sono più moderate anche se più durature. Il 27 luglio del 1947 si riversarono sulla città 121,2 mm di pioggia.
A Saint John's sono più i giorni con precipitazioni che quelli asciutti: durante l'anno i giorni con almeno 0,2 mm sono ben 216 (mentre sono 12 i giorni con almeno 25 mm) con un massimo di 22 giorni a dicembre e un minimo di 13 a luglio. Solo luglio e agosto vedono prevalere, se pur di pochissimo, i giorni senza precipitazioni, rispettivamente 18 e 17 giorni.
Di questi 216 giorni di precipitazioni 84 registrano anche (o solo) fenomeni nevosi con accumuli pari o superiori agli 0,2 cm. Gennaio è il mese con il maggior numero di giorni nevosi, 18 giorni, mentre durante l'anno sono 9 i giorni con accumuli di almeno 10 cm.
Uno dei fenomeni più presenti nel clima della città è ovviamente il vento. La città in questo senso esprime al meglio tutta la sua oceanicità con ventilazione sostenuta e frequenti tempeste o bufere di vento con o senza precipitazioni. Il vento soffia in prevalenza da SW (quindi dall'Oceano Atlantico) con una certa forza, in media per 23 km/h: il mese più ventoso è gennaio (28 km/h), quello meno ventilato è agosto (20 km/h). Il 16 febbraio del 1959 si raggiunse un vento orario di 137 km/h mentre il 15 marzo del 1956 si toccò una raffica record di 193 km/h. I giorni durante l'anno in cui si registrano raffiche di almeno 52 km/h sono 57 mentre quelli con venti di almeno 63 km/h sono 22.

Quando il vento è associato a freddo intenso il wind chill (ossia la temperatura di raffreddamento, diversa da quella reale, avvertita da un corpo su cui soffia il vento) può scendere di decine di gradi al di sotto dello zero, anche fino a -40°.
L'umidità è ovviamente molto alta tutto l'anno favorendo frequenti nebbie (visibilità al di sotto di 1 km): mediamente si registrano 50 ore di nebbie al mese con una punta media di 117 ore ad aprile e "solo" 34 ore sia a settembre che ad ottobre.
Proprio la grande varietà di condizioni climatiche durante l'anno e l'umidità costantemente elevata, hanno fatto meritare a Saint John's l'appellativo di "città con il peggiore clima del mondo". 
| Medie assolute / Mese                                                                   | Media        | Gen   | Feb   | Mar   | Apr   | Mag   | Giu   | Lug  | Ago   | Set   | Ott   | Nov   | Dic   |
| --------------------------------------------------------------------------------------- | ------------ | ----- | ----- | ----- | ----- | ----- | ----- | ---- | ----- | ----- | ----- | ----- | ----- |
| Medie Massime                                                                           | 8.7          | -0.9  | -1.5  | 1.2   | 5.2   | 10.7  | 15.9  | 20.3 | 19.9  | 15.9  | 10.5  | 5.9   | 1.2   |
| Medie minime                                                                            | 0.6          | -8.6  | -9.3  | -6.2  | -2.0  | 1.5   | 5.9   | 10.5 | 11.1  | 7.7   | 3.3   | 0.7   | -5.5  |
| Precipitazioni millimetri                                                               | Anno: 1513.7 | 150.0 | 125.2 | 130.8 | 121.8 | 100.9 | 101.9 | 89,4 | 108.1 | 130.9 | 161.9 | 144,0 | 148,8 |
| Fonte: Medie climatiche di Saint John's Archiviato il 5 marzo 2008 in Internet Archive. |              |       |       |       |       |       |       |      |       |       |       |       |       |

## Signal Hille l'esperimento di Guglielmo Marconi

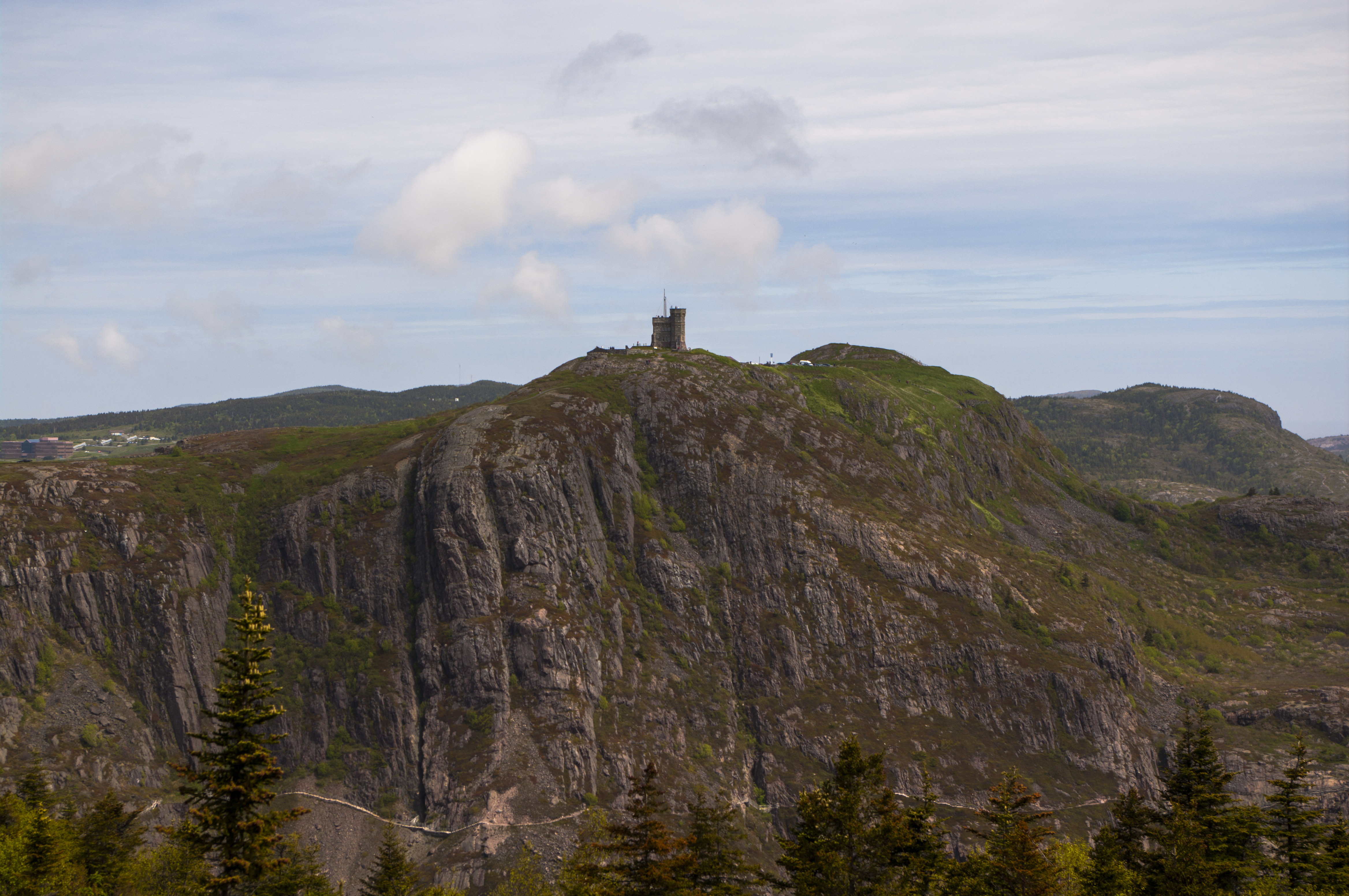
Cabot Tower su Signal Hill.

Guglielmo Marconi, nell'intento di dimostrare la possibilità di inviare messaggi attraverso l'oceano senza l'uso di cavi, nel 1901 decise di impiantare una stazione ricevente provvisoria a St. John's, località scelta a causa della sua posizione protesa verso l'opposta sponda oceanica. La stazione fu installata sulla collina che domina il porto, che ora è conosciuta come Signal Hill, ossia "collina del segnale"; l'impianto ricevente era costituito fondamentalmente da un coesore sotto vuoto contenente limatura di nichel e argento e da un tasto per i messaggi Morse; l'antenna sarebbe stata costituita da un semplice filo di rame portato in alto da un aquilone. Come luogo per installare la stazione trasmittente fu scelta la cittadina di Poldhu, in Cornovaglia, dove si sarebbe usato un aquilone per portare il filo di rame dell'antenna fino a 120 metri di altezza.
La trasmissione delle onde radio attraverso l'Atlantico era ritenuta all'epoca impossibile, a causa della curvatura terrestre; si pensava che la stazione ricevente dovesse essere dotata di un'antenna alta più di un chilometro. Marconi però ricordava che, durante precedenti esperimenti di trasmissione tra la terraferma e le navi, egli aveva continuato a ricevere i segnali, anche quando l'imbarcazione andava sotto l'orizzonte marino.
Il 12 dicembre 1901 l'esperimento ebbe luogo. Inizialmente i segnali erano confusi; allora Marconi sostituì il suo coesore a polveri metalliche di nichel e argento con un altro a goccia di mercurio. Lo stesso Marconi ricordò così l'esperimento: